# رجاء يوسف (ممثلة سورية)
     لشخصية أخرى تحمل اسم رجاء يوسف، طالع رجاء يوسف (توضيح).

رجاء يوسف (15 أغسطس 1958 -)، ممثلة سورية.

## عن حياتها
شاركت كممثلة بالعديد من الأعمال التلفزيونية والمسرحية والسينمائية، بالإضافة إلى بعض الأعمال الإذاعية. - عضو في نقابة الفنانين منذ عام 1989. من أعمالها: في السينما فيلم «ما يطلبه المستمعون» - 2004 - من تأليف وإخراج عبد اللطيف عبد الحميد. في المسـرح: «الحب مولعبة - مرتي رجال ونص - ليلة عرسي - عاشق ومعشوق - أخيراً تجوزنا - زوج مسبق الصنع - تجي نقسم القمر - سيرة وانفتحت». قدمت في الإذاعـــة مسلسل حكم العدالة، وهي متزوجة ولديها 3 أبناء.

## أعمالها

### من المسلسلات
- سنة أولى زواج 2017
- غدر الزمان
- بنات الكاراتيه
- منافسة شريفة
- عيلة ست نجوم
- يوميات مدير عام
- المحكوم
- أحلام أبو الهنا
- يوميات جميل وهناء
- الحنطة وبس
- رقصة الحبارى
- دنيا
- حارة الجوري
- أيامنا الحلوة
- ذكريات الزمن القادم
- ما يطلبه المستمعون
- حكاية خريف
- مرزوق على جميع الجبهات
- قتل الربيع
- موكب الإباء بدور ليلى
- الشمس تشرق من جديد
- خلف القضبان
- رجاها
- الهارب
- القضية 6008
- خالد بن الوليد ج1
- أهل الغرام ج1
- هارون
- جريمة بلا نهاية
- زمن الخوف
- ظل امرأة
- ممرات ضيقة
- حارة عالهوا
- شركاء يتقاسمون الخراب
- ليس سرابا
- هيك تجوزنا
- طريق النحل
- يوم صدور الحكم
- قلبي معكم
- الدوامة
- زمن العار
- أبو جانتي
- أوراق بنفسجية
- أبو جانتي
- بنات العيلة
- تحت سماء الوطن
- حدث في دمشق
- الولادة من الخاصرة
- مشاريع صغيرة
- الولادة من الخاصرة 2
- منبر الموتى
- زمن البرغوث 1

### السينما
- ويبقى.

## روابط خارجية
- رجاء يوسف على موقع قاعدة بيانات الأفلام العربية